# 宁星普旧宅
宁星普旧宅建于1920年代，是英商新泰兴洋行买办，天津商务公所总董，天津商会会董宁星普的旧宅，坐落于南开区三纬路50号，目前为一般保护等级历史风貌建筑。

## 建筑
宁星普旧宅建于20世纪20年代，该建筑群为中国传统民居建筑群与中西合璧建筑组成的建筑组群。建筑群由高大的围墙围合，建筑集中在院落的西侧。整体布局为三进四合院，西侧设有箭道。该建筑群前两进院落为砖木结构硬山顶北方传统民居建筑。第三进院落内为二层砖木结构楼房，一层和二层设有圆柱外廊，建筑顶部女儿墙装饰有彩色琉璃栏杆，转角处设有圆形攒尖顶凉亭。建筑正立面设有拱券窗，其余立面设有方窗。